# Magnolia chapensis
Magnolia chapensis este o specie de plante din genul Magnolia, familia Magnoliaceae. A fost descrisă pentru prima dată de James Edgar Dandy, și a primit numele actual de la Yong Keng Sima. Conform Catalogue of Life specia Magnolia chapensis nu are subspecii cunoscute.